# Списак места Светске баштине у Панами
Организација Уједињених нација за образовање, науку и културу (УНЕСKО) означава места Светске баштине од изузетне универзалне вредности за културну или природну баштину која су номиноване од стране земаља потписница Конвенције о Светској баштини УНЕСКО-а, установљене 1972. године. Културно наслеђе се састоји од споменика (као што су архитектонска дела, монументалне скулптуре или натписи), групе зграда и локалитета (укључујући археолошка налазишта). Природне карактеристике (које се састоје од физичких и биолошких формација), геолошке и физиографске формације (укључујући станишта угрожених врста животиња и биљака) и природни локалитети који су важни са становишта науке, очувања или природне лепоте, дефинишу се као природне наслеђе. Панама је потписало конвенцију 3. марта 1978. Земља има шест локалитета који су део светске баштине УНЕСКО-а, као и још један локалитет на прелиминарној листи.
Први локалитет у Панами које је заштићен било је утврђење на карипској обали Панаме: Портобело-Сан Лоренцо, 1980. године. Овај локалитет је наведен као угрожен од 2012. године због фактора: животне средине, недостатка одржавања и неконтролисаног урбаног развоја. Најновије наведено место је Колонијална трансистмска рута Панаме, 2025. године. Три локалитета су наведена због културног значаја а три због природног значаја. Таламанка Ранге-Ла Амистад резервати / Национални парк Ла Амистад је локалитет који Панама дели са Костариком. Панама је била члан Комитета за светску баштину од 1978. до 1985. године.

## Списак локалитета
УНЕСКО сврстава локалитете под десет критеријума; сваки локалитет мора да испуњава барем један од критеријума. Критеријуми од I до VI су културни, а од VII до X су природни.
| Локалитет                                                         | Фотографија                                             | Локација               | Година | УНЕСКО подаци                      | Опис |
| ----------------------------------------------------------------- | ------------------------------------------------------- | ---------------------- | ------ | ---------------------------------- | --- |
| Утврђења на карипској обали Панаме: Портобело-Сан Лоренцо — Колон | Ruins of a fortress near the shore, view from above     | Колон                  | 1980.  | 135; i, iv (култура)               | Два утврђења на карипској обали Панаме, Портобело и Сан Лоренцо, изградили су Шпанци крајем 16. столећа ради заштите трговачких рута. Током столећа су више пута обнављана и реконструисана и представљају развој шпанске војне архитектуре у тропском окружењу. Сачувани су бројни утврђени објекти, батерије и тврђаве. На фотографији је приказан Сан Лоренцо. Локалитет се налази на листи угрожених локалитета од 2012. године због: утицаја животне средине, недостатка одржавања и неконтролисаног урбаног развоја. |
| Национални парк Даријен                                           | A collared aracari bird                                 | Даријен                | 1981.  | 159; vii, ix, x (природа)          | Даријенски прекид је место сусрета некада раздвојених копнених маса Северне и Јужне Америке. Дамим тим јр место преплитања флоре и фауне два континента. Заједно са разноликим географским особинама, тропским нископланинским прашумама, неколико планинских ланаца, мангровима, мочварама и обалама, овај регион је изузетно богат различитим биодиверзитетом. Национални парк заузима површину од 579.000 хектара. На овом подручју живи више угрожених или осетљивих врста, укључујући мајмуна паука смеђеглавог, орла харпију, Баирдовог тапира и џиновског мравоједа. На фотографији је приказана једна угрожена птичија врста из парка                                                                                   |
| Интернационални парк Ла Амистад*                                  | Tropical rainforest scenery                             | Бокас дел Торо, Чирики | 1990.  | 205bis; vii, viii, ix, x (природа) | Будући да се налази на месту сусрета флоре и фауне Северне и Јужне Америке, ово подручје је изузетно богато биодиверзитетом, има око 10.000 врста цветница, више од 200 врста сисара, око 600 врста птица и 250 врста гмизаваца и водоземаца. Највећи део копна прекривен је тропским прашумама, али у овом региону постоји и више планинских врхова који досежу висину од преко 3.000 метара. Глечерска активност током квартарне глацијације обликовала је предео стварајући циркове, долине и глечерска језера. Костарикански део овог транснационалног локалитета првобитно је уписан самостално 1983. године, док је панамски део уписан 1990. Комбиновани локалитет обухвата површину од 570.045 хектара.                 |
| Археолошки локалитет Панама Вијехо и Историјска четврт Панаме     | Look at the historic district of Panama City from above | Панама                 | 1997.  | 790bis; ii, iv, vi (култура)       | Град Панама основали су Шпанци 1519. године. Ово је било првоо европско насеље на пацифичкој обали Америке. Првобитно насеље, Панама Вијехо, уништили су пирати 1671. године и никада није обновљено. Сачуване рушевине приказују град са стамбеним, верским и управним објектима. Град је 1673. године обновљен на оближњој локацији, која се данас назива Историјска четврт или Каско Вијехо (на фотографији). Садашње грађевине потичу углавном из 19. и раног 20. столећа и представљају мешавину различитих архитектонских стилова. Салон Боливар је грађевина у којој је Симон Боливар 1826. године безуспешно покушао да оснује мултинационални конгрес америчких држава. Измена граница локалитета реализована је 2003. |
| Национални парк Коиба и његова посебна зона морске заштите        | A small tropical island with palms                      | Верагвас, Чирики       | 2005.  | 1138rev; ix, x (природа)           | Коиба и околна мања острва, која се налазе у приобалним водама Панаме, су станиште бројних биљних и животињских врста које су еволуцијом развиле различите карактеристике у односу на сродне врсте које живе на копну. Ово подручје представља уточиште за врсте које су нестале са осталих територија Панаме, као што су грбасти орао и скарлетна ара. Поморске воде су од изузетног значаја за више врста китова, ајкула, морских корњача и риба. |
| Колонијална трансисмијанска рута Панаме                           | Ruins of a fortress overlooking a bay                   | Панама, Колон          | 2025.  | ii, iv (култура)                   | Ова номинација обухвата шест локалитета, од којих су град Панама, као и утврђења Портобело (на фотографији) и Сан Лоренцо већ уписани на Листу светске баштине. Остали локалитети су Пут Круцес (две деонице) и Краљевски пут. Ови путеви су представљали део мреже коју су Шпанци изградили како би повезали Атлантски и Пацифички океан, у периоду између 16. и 19. столећа. |

## Прелиминарни списак
Поред локација уписаних на листу светске баштине, државе чланице могу да одржавају тентативну листу локалитета, који касније могу да буду размотрени за званичну номинацију и заштиту. Номинације за укључење на листу светске баштине се прихватају само уколико је локалитет претходно био наведен на прелиминарној листи.
| Локалитет                                                     | Фотографија                        | Локација | Година | УНЕСКО подаци    | Опис |
| ------------------------------------------------------------- | ---------------------------------- | -------- | ------ | ---------------- | --- |
| Археолошки локалитет и историјска целина центра Панама Ситија | Ruins with trees in the background | Панама   | 2015.  | ii, iv (култура) | Номинација представља предлог измене граница и назива локалитета Археолошки локалитет Панама Вијехо и Историјска четврт Панаме, који је уписан 1997. године. На фотографији су приказане рушевине Куће Ђеновљана у Панама Вијеху. |